# Lenexa (Kansas)
Lenexa é uma cidade localizada no estado americano de Kansas, no Condado de Johnson.

## Demografia
Segundo o censo americano de 2000, a sua população era de 40.238 habitantes.
Em 2006, foi estimada uma população de 44.520, um aumento de 4282 (10.6%).

## Geografia
De acordo com o United States Census Bureau tem uma área de
89,2 km², dos quais 88,8 km² cobertos por terra e 0,4 km² cobertos por água. Lenexa localiza-se a aproximadamente 329 m acima do nível do mar.

## Localidades na vizinhança
O diagrama seguinte representa as localidades num raio de 12 km ao redor de Lenexa.